# Saint-Michel-de-Chaillol

Saint-Martin-de-Queyrières este o comună în departamentul Hautes-Alpes, Franța. În 1 ianuarie 2022 avea o populație de 367 de locuitori.